# Zulfikar-kapetan Rizvanbegović
Mehmed Hadži-kapetan Zulfikar Rizvanbegović (18.st. - 1805.) kapetan je Vidoške kapetanije i otac kapetana i jednog paše i vezira.

## Životopis
Mehmed Zulfikar rođen je od oca Mustafa kapetana od kojega je i naslijedio titulu kapetana Stolačke kapetanije. Kapetan je bio od 1755. do 1802. Ženio se dva puta s kćerima sarajevskog kapetana Mehmeda Babića. Prvoj ženi nije upamćeno ime, a druga žena se zvala Malikhana i udali su se 1782. Iz prvog braka imao je sinove Mustajbega (kapetan od 1802. – 1818.), Hadžibega (Hutovski kapetan). Sinovi iz drugog braka su Omerbeg (muteselim Stoca, kasnije paša), Ali-paša (vezir) i Halil.